# گورو رانداوا
گورشارانجوت سینگ رانداوا (زاده ۳۰ اوت ۱۹۹۱) یک خواننده، ترانه سرا و آهنگساز هندی است که با موسیقی پنجابی ، بانگرا ، پاپ هندی و بالیوود مرتبط است.  
او برای آهنگ‌هایی مانند "Slowly Slowly"، "Ishare Tere"، "Lahore" و "Tere Te" شناخته شده است.     اولین آهنگ گورو رانداوا "Same Girl" با همکاری آرجون بود.

## زندگینامه
گورو رانداوا در ۳۰ اوت ۱۹۹۱،  در نورپور، شهرک دِرا بابا ناناک ، ناحیه گورداسپور ، پنجاب ، هند به دنیا آمد. او در ابتدا در گورداسپور نمایش‌های کوچک انجام می‌داد و سپس در دهلی ، شروع به اجرا در مهمانی‌ها و مراسمات کوچک کرد.  رانداوا در حین اقامت در دهلی، کارشناسی ارشد مدیریت کسب‌وکار خود را به پایان رساند.  نام "گورو" را رپر پاکستانی-آمریکایی بوهیمیا به او داد که هنگام اجرا روی صحنه نام کامل رانداوا را به صورت کوتاه شده استفاده کرد. 

## حرفه

### ۲۰۱۲–۲۰۱۴: آغاز
رانداوا سفر موسیقی خود را در دسامبر ۲۰۱۲ با آهنگی به نام "Same Girl"  با آرجون آغاز کرد که اولین کسی بود که رانداوا را در ویدیوی خود نشان داد. با این حال، این آهنگ برای هر دوی آنها چندان موفق نبود.
در آغاز سال ۲۰۱۳، رانداوا اولین تک آهنگ خود را به نام "Chhad Gayi" در یوتیوب تحت برند Speed Records منتشر کرد. برادر بزرگترش رامنیک به او کمک مالی کرد تا این آهنگ را منتشر کند. بعدتر در همان سال ۲۰۱۳، او اولین آلبوم خود را به نام Page One معرفی و سه آهنگ از آن را با نام‌های "Dardan Nu" و  "I Like You" و "Southall" منتشر کرد. رانداوا آهنگ‌های زیادی را منتشر کرد اما هیچ یک از آنها برای بالا بردن گورو محبوبیت زیادی پیدا نکرد. ۲۰۱۴ نیز برای او خاص نبود. او آهنگ های باقی مانده از آلبوم Page One را منتشر کرد اما موفقیتی کسب نکرد.

### ۲۰۱۵–۲۰۱۶: محبوب در فرهنگ‌ها
بوهیمیا که از علاقه مندان رانداوا بود، از کمپانی تی-سریز درخواست کرد تا این هنرمند جوان را در کانال خود معرفی کنند. بنابراین در سال ۲۰۱۵ آنها در آهنگ "Patola" با هم همکاری کردند که در یوتیوب بیش از ۳۶۸ میلیون بار بازدید داشت. این آهنگ همچنین جایزه بهترین دوتایی پنجابی را دریافت کرد. علاوه بر این، او با ایکا سینگ در آهنگ های "Outfit" و "Khat" همکاری کرد.  در سال ۲۰۱۶، رانداوا چهار آهنگ خیلی موفق ارائه داد. او آهنگ "Yaar Mod Do" را به همراه میلیند گابا در ماه ژانویه توسط کمپانی T-Series منتشر کرد. محتوای این موزیک ویدئو نشان دادن دوستی واقعی بود و موفق شد بیش از 252 میلیون بازدید از یوتیوب جمع آوری کند. در ماه آوریل، رانداوا آهنگ "Tu Meri Rani" را در کانال یوتیوب خود منتشر کرد. در این آهنگ حاجی اسپرینگر (Haji Springer) خواننده رپ نیز حضور داشت. یکی از محبوب‌ترین آهنگ‌های رانداوا، "Suit" در سال ۲۰۱۶ منتشر شد. این دومین همکاری رانداوا با آرجون بود. این آهنگ در حال حاضر ۴۷۸ میلیون بازدید در یوتیوب دارد. در ماه سپتامبر، او با راجات ناگپال همکاری کرد و آهنگی به نام "Fashion" را در تی-سریز منتشر کرد. این آهنگ در حال حاضر بیش از ۲۵۴ میلیون بازدید در یوتیوب دارد.

### ۲۰۱۷–تاکنون
در سال ۲۰۱۷، رانداوا آهنگی احساسی به نام "Taare" در ژانویه منتشر کرد. این آهنگ در یوتیوب عملکرد متوسطی داشت اما ویدیوی این آهنگ به عنوان یک کپی از آهنگ زین مالک "It's You" ترول شد. رانداوا اولین خوانندگی خود را در بالیوود، در فیلم هندی مدرسه هندی تجربه کرد. آهنگ قبلی او به نام "Suit" در این فیلم با عنوان "Suit Suit" بازسازی شد.
او در مراسم افتتاحیه لیگ برتر هند در سال ۲۰۱۷ آواز خواند.     بعدتر در همان سال، دو آهنگ از او در فیلم‌های بالیوود ظاهر شد. آهنگ قدیمی او به نام "Tu Meri Rani" در فیلم هندی سولوی تو بازسازی شد و یک آهنگ اورجینال به نام "Lagdi Hai Thaai" نیز در فیلم سیمران با همکاری جونیتا گاندی منتشر شد.
دو آهنگ پربازدید او به نام "High Rated Gabru" و "Lahore" هردو در کانال رسمی یوتیوب تی-سریز بیش از ۱ میلیارد بازدید دارند.    در سال ۲۰۱۸، آهنگ "Lahore" در جوایز موسیقی Brit Asia TV برنده آهنگ سال شد، همچنین رانداوا برنده بهترین نمایش (مرد) شد.  اولین همکاری بین‌المللی او آهنگ "Slowly Slowly" با حضور پیت‌بول بود که در ۱۹ آوریل ۲۰۱۹ منتشر شد.    موزیک ویدیوی این آهنگ در عرض ۲۴ ساعت ۳۸ میلیون بازدید در یوتیوب کسب کرد که به یکی از پربازدیدترین موزیک ویدیوهای جهان در 24 ساعت تبدیل شد. 
در سال ۲۰۱۹، رانداوا تهیه‌کنندگی فیلم پنجابی تارا میرا با بازی رنجیت باوا و نازیا حسین، به کارگردانی راجیو دینگرا، را برعهده گرفت.  در سال ۲۰۲۰، گورو دومین همکاری بین‌المللی خود "Surma Surma" را با هنرمند بریتانیایی جی شان انجام داد. 
در سال ۲۰۲۰، آهنگ قدیمی گورو "Lahore" به عنوان "Lagdi Lahore Di" در فیلم رقصنده خیابانی با همکاری ساچین-جیگار و تولسی کومار بازسازی شد. در طول همه‌گیری کرونا، او یک آهنگ آرامش بخش به نام "Satnam Waheguru" با وی(Vee) منتشر کرد. او همچنین توسط پیت‌بول در موزیک ویدیوی آهنگ "Mueve La Cintura" با تیتو ال بامبینو در آلبوم Libertad 548 از پیت‌بول، حضور داشت. این دومین همکاری او با پیت‌بول بود. محبوبیت گورو رانداوا پس از اولین حضورش در بالیوود در فیلم مدرسه هندی و انتشار آهنگ پاپ "Lahore" در سال ۲۰۱۸ به شدت افزایش یافت.
در سال ۲۰۲۱ او با آهنگ "Mehendi Wale Haath" شروع کرد که بسیار مورد علاقه طرفدارانش قرار گرفت و پس از آن "Doob Gaye" بسیار محبوب شد که در ۳ روز پس از انتشار از ۵۰ میلیون بازدید عبور کرد. و در ۱۴ ژوئیه ۲۰۲۱ برای اولین بار در تاریخ هند، آهنگ "Nain Bengali" در عرض ۲۴ ساعت پس از انتشار، از ۷۰ میلیون بازدید و پس از ۵۰ ساعت از ۱۰۰ میلیون بازدید گذشت. آهنگ "Aise Na Chhoro" در یوتیوب پرطرفدار شد. در ماه دسامبر، آهنگ "Dance Meri Rani" او به یک موفقیت بی بدیل تبدیل شد و تا می ۲۰۲۳ بیش از ۲۴۰ میلیون بازدید در یوتیوب داشته است.  
در سال ۲۰۲۲، او آهنگ‌های "Punjabiyan Di Dhee"، "Tera Saath Ho" و چند آهنگ دیگر را منتشر کرد. "Designer" با یو یو هانی سینگ در ۲۴ ساعت اول انتشار بیش از ۲۱ میلیون بازدید در یوتیوب به دست آورد و یک آهنگ موفق شد.

## رسانه‌ها
رانداوا در فهرست خواستنی‌ترین مردان تایمز در رتبه ۲۳ در سال ۲۰۱۸ قرار گرفت. 
او همچنین در فهرست خواستنی‌ترین مردان تایمز بخش چندیگر در رتبه ۴ در سال ۲۰۱۹ و شماره ۶ در سال ۲۰۲۰ قرار گرفت. 

## آهنگ شناسی

### آلبوم‌ها
| سال  | نام آلبوم       | آهنگساز(ها)                | نویسنده(ها)  | تعداد آهنگ‌ها | زبان(ها)     | برچسب موسیقی  | مرجع   |
| ---- | --------------- | -------------------------- | ------------ | ------------ | ------------ | ------------- | ------ |
| ۲۰۱۳ | Page One        | Sacch, Paivvy              | گورو رانداوا | ۱۰           | پنجابی       | Page1 Records | [ ۳۵ ] |
| ۲۰۲۲ | Man of the Moon | Guru Randhawa, Vee, Sanjoy | گورو رانداوا | ۷            | پنجابی /هندی | T-Series      | [ ۳۶ ] |
| ۲۰۲۳ | G Thing         | Guru Randhawa, Sanjoy      | گورو رانداوا | ۹            | پنجابی /هندی | T-Series      |        |

### تک آهنگ‌ها
| سال  | نام آهنگ              | آهنگساز                          | ترانه‌سرا(ها)                     | زبان(ها)                            | خواننده(های) دیگر | مرجع                                       | مرجع          |
| ---- | --------------------- | -------------------------------- | -------------------------------- | ----------------------------------- | ----------------- | ------------------------------------------ | ------------- |
| ۲۰۱۳ | "AK 47"               | Kuwar Virk                       | Guru Randhawa                    | پنجابی                              |                   |                                            | [ ۳۷ ]        |
| ۲۰۱۲ | "Same Girl"           | Preet Hundal                     | Guru Randhawa                    | پنجابی                              |                   |                                            | [ ۳۸ ]        |
| ۲۰۱۳ | "Chhad Gayi"          | Musical Doctorz                  | Guru Randhawa                    | پنجابی                              |                   |                                            | [ ۳۹ ]        |
| ۲۰۱۳ | "Dardan Nu"           | Sachh                            | Guru Randhawa                    | پنجابی                              |                   | از آلبوم Page One                          | [ ۴۰ ]        |
| ۲۰۱۳ | "Southall"            | Paivy                            | Guru Randhawa                    | پنجابی                              |                   | از آلبوم Page One                          | [ ۴۱ ]        |
| ۲۰۱۳ | "I Like You"          | Guru Randhawa, Paivy             | Guru Randhawa                    | پنجابی                              |                   | از آلبوم Page One                          | [ ۴۲ ]        |
| ۲۰۱۵ | "Patola"              | Preet Hundal                     | Guru Randhawa, Sabi              | پنجابی                              | Bohemia           |                                            | [ ۴۳ ]        |
| ۲۰۱۵ | "Lahore"              | Preet Hundal                     | Guru Randhawa, Vee Music         | پنجابی                              |                   | بیشتر از ۱ میلیارد بازدید در یوتیوب        | [ ۴۴ ]        |
| ۲۰۱۵ | "Outfit"              | Guru Randhawa, Ikka              | Guru Randhawa, Ikka              | پنجابی                              |                   |                                            | [ ۴۵ ]        |
| ۲۰۱۵ | "Khat"                | Intense                          | Ikka                             | پنجابی                              | Ikka              |                                            | [ ۴۶ ]        |
| ۲۰۱۶ | "Fashion"             | Rajat Nagpal                     | Guru Randhawa                    | پنجابی                              |                   |                                            | [ ۴۷ ]        |
| ۲۰۱۶ | "Yaar Mod Do"         | Millind Gaba                     | Guru Randhawa, Millind Gaba      | پنجابی                              | Millind Gaba      |                                            | [ ۴۸ ]        |
| ۲۰۱۶ | "Tu Meri Rani"        | Haji Springer                    | Haji Springer                    | پنجابی                              | Haji Springer     |                                            | [ ۴۹ ]        |
| ۲۰۱۷ | "Taare"               | Rajat Nagpal                     | Guru Randhawa                    | پنجابی                              |                   |                                            | [ ۵۰ ]        |
| ۲۰۱۷ | "Suit"                | Intense                          | Guru Randhawa, Arjun             | پنجابی                              |                   |                                            | [ ۵۱ ]        |
| ۲۰۱۷ | "High Rated Gabru"    | Guru Randhawa, Manj Musik        | Guru Randhawa                    | پنجابی / هندی                       |                   | بیشتر از ۱ میلیارد بازدید در یوتیوب        | [ ۵۲ ]        |
| ۲۰۱۸ | "Raat Kamaal Hai"     | Guru Randhawa, Tulsi Kumar       | Guru Randhawa                    | پنجابی / هندی                       |                   | با حضور Khushali Kumar                     | [ ۵۳ ]        |
| ۲۰۱۸ | "Made in India"       | Guru Randhawa, Vee               | Guru Randhawa                    | پنجابی / هندی                       |                   |                                            | [ ۵۴ ]        |
| ۲۰۱۸ | "Ishare Tere"         | Guru Randhawa                    | Guru Randhawa                    | پنجابی / هندی                       | Dhvani Bhanushali |                                            | [ ۵۵ ]        |
| ۲۰۱۸ | "Aaja Ni Aaja"        | Guru Randhawa, Kuwar Virk        | Guru Randhawa                    | پنجابی / هندی                       | Punjabi           | از فیلم Mar Gaye Oye Loko                  | [ ۵۶ ]        |
| ۲۰۱۸ | "Downtown"            | Guru Randhawa, Vee Music         | Guru Randhawa                    | پنجابی                              | Punjabi           |                                            | [ ۵۷ ]        |
| ۲۰۱۸ | "Golimaar"            | Guru Randhawa, Vee Music         | Guru Randhawa                    | پنجابی / هندی                       |                   | ویدئو با متن ترانه                         | [ ۵۸ ]        |
| ۲۰۱۸ | "Tere Te"             | Vee                              | Guru Randhawa                    | پنجابی / هندی                       | Ikka              |                                            | [ ۵۹ ]        |
| ۲۰۱۹ | "Slowly Slowly"       | DJ Shadow Dubai                  | Guru Randhawa, Pitbull           | انکلیسی / اسپانیایی / پنجابی / هندی | Pitbull           |                                            | [ ۶۰ ]        |
| ۲۰۱۹ | "Sajan Rus Jave Tan"  | Guru Randhawa, DJ Shadow Dubai   | Guru Randhawa                    | پنجابی                              |                   | Unplugged version                          | [ ۶۱ ]        |
| ۲۰۱۹ | "Ishq Tera"           | Guru Randhawa                    | Guru Randhawa                    | پنجابی / هندی                       |                   | با حضور نشرت باروچا                        | [ ۶۲ ]        |
| ۲۰۱۹ | "Mueve La Cintura"    | Pitbull                          | Pitbull, Guru Randhawa           | انکلیسی / اسپانیایی / پنجابی / هندی |                   |                                            | [ ۶۳ ]        |
| ۲۰۱۹ | "Black"               | Bunty Bains                      | Bunty Bains                      | پنجابی                              |                   | با حضور Krishna Mukherjee                  | [ ۶۴ ]        |
| ۲۰۱۹ | "Yaari"               | Guru Randhawa, Vee Music         | Guru Randhawa                    | پنجابی / هندی                       |                   | آهنگ تبلیغاتی برای برند MacDowells         | [ ۶۵ ]        |
| ۲۰۲۰ | "Surma Surma"         | Vee Music                        | Guru Randhawa, Jay Sean          | انگلیسی / پنجابی / هندی             |                   | با حضور Larrisa Bonessi                    | [ ۶۶ ] [ ۶۷ ] |
| ۲۰۲۰ | "Satnam Waheguru"     | Vee Music                        | Guru Randhawa                    | پنجابی                              |                   | آهنگ عبادی                                 | [ ۶۸ ]        |
| ۲۰۲۰ | "Teri Gali"           | Vee Music                        | Guru Randhawa                    | پنجابی                              | Barbie Maan       | همچنین تهیه‌کننده                           | [ ۶۹ ]        |
| ۲۰۲۰ | "Baby Girl"           | Guru Randhawa                    | Guru Randhawa                    | پنجابی / هندی                       | Dhvani Bhanushali |                                            | [ ۷۰ ]        |
| ۲۰۲۰ | "Naach Meri Rani"     | Tanishk Bagchi                   | Tanishk Bagchi                   | پنجابی / هندی                       | Nikhita Gandhi    | با حضور نورا فاتحی                         | [ ۷۱ ]        |
| ۲۰۲۱ | "Mehendi Wale Haath"  | Sachet–Parampara                 | Sayeed Quadri                    | هندی                                |                   | با حضور سانجانا سانگی                      | [ ۷۲ ]        |
| ۲۰۲۱ | "Aur Pyaar Karna Hai" | Sachet–Parampara                 | Sayeed Quadri                    | هندی                                | Neha Kakkar       |                                            | [ ۷۳ ]        |
| ۲۰۲۱ | "Doob Gaye"           | B Praak                          | Jaani                            | هندی                                |                   | با حضور اورواشی روتلا                      | [ ۷۴ ]        |
| ۲۰۲۱ | "Nain Bengali"        | Guru Randhawa                    | Guru Randhawa                    | بنگالی / پنجابی / هندی              |                   |                                            | [ ۷۵ ]        |
| ۲۰۲۱ | "Aise Na Chhoro"      | Manan Bhardwaj                   | Rashmi Virag                     | هندی                                |                   | با حضور مرونال تاکور                       | [ ۷۶ ]        |
| ۲۰۲۱ | "Dance Meri Rani"     | Tanishk Bagchi                   | Rashmi Virag                     | هندی                                | Zarah S Khan      | با حضور نورا فاتحی                         | [ ۷۷ ]        |
| ۲۰۲۲ | "Main Chala"          | Shabbir Ahmed & Aditya Dev       | Shabbir Ahmed                    | هندی                                | Lulia Vantur      | با حضور سلمان خان                          |               |
| ۲۰۲۲ | "Punjabiyan Di Dhee"  | Preet Hundal                     | Guru Randhawa                    | پنجابی                              | Bohemia           | با حضور Neeru Bajwa                        |               |
| ۲۰۲۲ | "Tera Saath Ho"       | Tanishk Bagchi                   | Shabbir Ahmed                    | هندی                                | Zahrah S Khan     | با حضور کاران واهی و زارا اس خان           |               |
| ۲۰۲۲ | "Designer"            | Guru Randhawa, Yo Yo Honey Singh | Guru Randhawa, Yo Yo Honey Singh | پنجابی                              | Yo yo honey singh | با حضور دیویا خوسلا کومار                  |               |
| ۲۰۲۲ | "Signs"               | Guru Randhawa & Sanjoy           | Guru Randhawa                    | پنجابی                              |                   | از آلبوم Man of the Moon                   |               |
| ۲۰۲۲ | "Fake Love"           | Sanjoy                           | Royal Maan, Amar Sandhu          | پنجابی                              | Amar Sandhu       | از آلبوم Man of the Moon                   |               |
| ۲۰۲۲ | "Fayaah Fayaah"       | Vee                              | Guru Randhawa                    | پنجابی                              | Vee               | با حضور نرگس فخری از آلبوم Man of the Moon |               |
| ۲۰۲۳ | "Moon Rise"           | Guru Randhawa                    | Guru Randhawa                    | پنجابی                              |                   | با حضور شهناز گیل از آلبوم Man of the Moon |               |

### آهنگ‌های فیلم
| سال  | نام آهنگ                            | فیلم                       | خواننده(های) دیگر               | آهنگساز(ها)                        | ترانه‌سرا(ها)                 | توضیحات              | مرجع   |
| ---- | ----------------------------------- | -------------------------- | ------------------------------- | ---------------------------------- | ---------------------------- | -------------------- | ------ |
| ۲۰۱۷ | "Suit Suit"                         | مدرسه هندی                 | Arjun                           | Guru Randhawa, Arjun, Rajat Nagpal | Arjun, Guru Randhawa         | فیلم هندی            | [ ۷۸ ] |
| ۲۰۱۷ | "Lagadi Hai Thaay"                  | سیمران                     | Jonita Gandhi                   | Sachin–Jigar                       | Vayu                         | فیلم هندی            | [ ۷۹ ] |
| ۲۰۱۷ | "Ban Ja Rani"                       | سولوی تو                   |                                 | Guru Randhawa, Rajat Nagpal        | Guru Randhawa                | فیلم هندی            | [ ۸۰ ] |
| ۲۰۱۸ | "Kaun Nachdi"                       | سونو، تیتو، سوییتی         | Neeti Mohan                     | Guru Randhawa, Rajat Nagpal        | Guru Randhawa                | فیلم هندی            | [ ۸۱ ] |
| ۲۰۱۸ | "Nachle Na"                         | قلب وحشی(Dil Juunglee)     | Neeti Mohan                     | Guru Randhawa, Rajat Nagpal        | Guru Randhawa                | فیلم هندی            | [ ۸۲ ] |
| ۲۰۱۸ | "Patola"                            | اخاذی                      |                                 | Guru Randhawa                      | Guru Randhawa                | فیلم هندی            | [ ۸۳ ] |
| ۲۰۱۸ | "High Rated Gabru"                  | شاهزاده‌ها (Nawabzaade)     |                                 | Guru Randhawa                      | Guru Randhawa                | فیلم هندی            |        |
| ۲۰۱۸ | "High Rated Gabru (Female Version)" | شاهزاده‌ها (Nawabzaade)     | Aditi Singh Sharma              | Guru Randhawa                      | Guru Randhawa                | فیلم هندی            |        |
| ۲۰۱۸ | "Aaja Ni Aaja"                      | Mar Gaye Oye Loko          |                                 | Guru Randhawa, Kuwar Virk          | Guru Randhawa                | فیلم پنجابی          |        |
| ۲۰۱۸ | "Morni Banke"                       | تبریک                      | Neha Kakkar                     | Tanishk Bagchi                     | Mellow D                     | فیلم هندی            |        |
| ۲۰۱۹ | "Daaru Wargi"                       | Why Cheat India            |                                 | Guru Randhawa                      | Guru Randhawa                | فیلم هندی            |        |
| ۲۰۱۹ | "Main Deewana Tera"                 | آرجون پاتیالا              | Sachin–Jigar                    |                                    | Guru Randhawa                | فیلم هندی            |        |
| ۲۰۱۹ | "Crazy Habibi Vs Decent Munda"      | آرجون پاتیالا              | Sachin–Jigar                    | Benny Dayal                        | Guru Randhawa                | فیلم هندی            |        |
| ۲۰۱۹ | "Dil Todeya"                        | آرجون پاتیالا              | Diljit Dosanjh                  | Sachin–Jigar, Guru Randhawa        | Guru Randhawa                | فیلم هندی            |        |
| ۲۰۱۹ | "Enni Soni"                         | ساهو                       | Guru Randhawa, Tulsi Kumar      | Guru Randhawa                      | Guru Randhawa                | فیلم چندزبانه        |        |
| ۲۰۱۹ | "Ekaantha Tharami"                  | ساهو                       | Shakthisree Gopalan, Haricharan | Guru Randhawa                      | Vinayak Sasikumar            | نسخه دوبله مالایالام |        |
| ۲۰۱۹ | "Mazhaiyum Theeyam"                 | ساهو                       | Shakthisree Gopalan, Haricharan | Guru Randhawa                      | Madhan Karky                 | نسخه تامیل           |        |
| ۲۰۱۹ | "Ye Chota Nuvvunna"                 | ساهو                       | Haricharan, Tulsi Kumar         | Guru Randhawa                      | Krishna Kanth                | نسخه تلوگو           |        |
| ۲۰۱۹ | "Outfit"                            | باغ نابود شده(Ujda Chaman) |                                 | Preet Hundal                       | Guru Randhawa                | فیلم هندی            |        |
| ۲۰۱۹ | "Ik Gera"                           | Tara Mira                  | Guru Randhawa                   | آهنگ تبلیغاتی برای فیلم پنجابی     | Guru Randhawa                |                      |        |
| ۲۰۱۹ | "Main Tera Tara Tu Meri Mira"       | Tara Mira                  | Vee                             | فیلم پنجابی                        | Guru Randhawa                |                      |        |
| ۲۰۲۰ | "Lagdi Lahore Di"                   | رقصنده خیابانی             | Tulsi Kumar                     | Guru Randhawa and Sachin–Jigar     |                              | فیلم هندی            |        |
| ۲۰۲۰ | "Lahore-in Mangal"                  | رقصنده خیابانی             | Tulsi Kumar                     | Guru Randhawa and Sachin–Jigar     | Veeramani Kannan             | نسخه دوبله تامیل     |        |
| ۲۰۲۰ | "Ladki Lahore-u Nundi"              | رقصنده خیابانی             | Tulsi Kumar                     | Guru Randhawa and Sachin–Jigar     | Ramajoggaya Shastry          | نسخه دوبله تلوگو     |        |
| ۲۰۲۰ | "Teri Choriyaan "                   | پرش                        | Payal Dev                       | Guru Randhawa-Vee                  | Guru Randhawa, Luv Ranjan    | فیلم هندی            | [ ۸۴ ] |
| ۲۰۲۱ | "Munde Mar Gaye"                    | زمان رقص                   |                                 | Guru Randhawa-Vee                  | Guru Randhawa                | فیلم هندی            |        |
| ۲۰۲۱ | Chandigarh Kare Aashiqui 2.0        | عاشقی در چندیگر            | Zahrah S Khan, Jassi Sidhu      | Tanishk Bagchi                     | Vayu                         | فیلم هندی            |        |
| ۲۰۲۲ | "Nain Ta Heere"                     | شاد زندگی کن               | Asees Kaur                      | Vishal Shelke                      | Mohd. Khavar, Kumaar         | فیلم هندی            |        |
| ۲۰۲۲ | "Nain Ta Heere (Lisa Version)"      | شاد زندگی کن               | Lisa Mishra                     | Vishal Shelke                      | Mohd. Khavar, Kumaar         | فیلم هندی            |        |
| ۲۰۲۳ | "Suit Patiwala"                     | دوستی ۲                    | Neha Kakkar, Manan Bhardwaj     | Manan Bhardwaj                     | Manan Bhardwaj               | فیلم هندی            |        |
| ۲۰۲۴ | "Jeena Sikhaya"                     | Kuch Khattaa Ho Jaay       | Parampara Tandon                | Sachet-Parampara                   | Kumaar                       | فیلم هندی            | [ ۸۵ ] |
| ۲۰۲۴ | "Bottley Kholo"                     | Kuch Khattaa Ho Jaay       | Star Boy LOC                    | Meet Bros                          | Star Boy LOC                 | فیلم هندی            |        |
| ۲۰۲۴ | "Ishaare Tere"                      | Kuch Khattaa Ho Jaay       | Zahrah S Khan                   | Guru Randhawa                      | Guru Randhawa, Zahrah S Khan | فیلم هندی            |        |
| ۲۰۲۴ | "Raja Rani"                         | Kuch Khattaa Ho Jaay       |                                 | Guru Randhawa                      | Guru Randhawa                | فیلم هندی            |        |

### آهنگ‌های بازسازی شده
- اولین آهنگ بالیوودی گورو رانداوا Suit Suit در فیلم مدرسه هندی ۲۰۱۷، بازسازی آهنگ قدیمی‌تر او و آرجون بود.
- آهنگ Tu Meri Rani توسط او و راجات ناگپال برای فیلم سولوی تو در سال ۲۰۱۷ با عنوان Ban Ja Rani بازسازی شد.
- آهنگ او با بوهیمیا ، Patola، توسط او به عنوان یک آهنگ عروسی در فیلم اخاذی در سال ۲۰۱۸ بازسازی شد.
- پربازدیدترین آهنگ او High Rated Gabru توسط او در فیلم شاهزاده‌ها در سال ۲۰۱۸ بازسازی شد.
- تک آهنگ Outfit توسط او و تهیه کننده موسیقی Aditya Dev در فیلم Ujda Chaman سال ۲۰۱۹ بازسازی شد.
- آهنگ محبوب او Lahore توسط او و با همکاری ساچین-جیگر در فیلم رقصنده خیابانی ۲۰۲۰ بازسازی شد.
- آهنگ Morni Banke از راجیندر سینگ توسط تانیشک باغچی با صدای گورو و نیها کاکار در فیلم تبریک ۲۰۱۸ بازسازی شد.
- آهنگ "Chandigarh Kare Aashiqui" از Jassi Sidhu توسط تانیشک باغچی با صدای گورو رانداوا و زارا اس خان برای فیلم عاشقی در چندیگر در سال ۲۰۲۱ بازسازی شد.

## فیلم شناسی
| سال  | فیلم                 | نقش  | توضیحات                                      |
| ۲۰۱۶ | مدرسه هندی           | خودش | حضور ویژه در اولین آهنگ بالیوودی‌اش Suit Suit |
| ۲۰۱۸ | اخاذی                | خودش | حضور افتخاری در آهنگ Patola                  |
| ۲۰۱۹ | Why Cheat India      | خودش | حضور افتخاری در آهنگ Daaru Wargi             |
| ۲۰۱۹ | Ujda Chaman          | خودش | حضور افتخاری در آهنگ Outfit                  |
| ۲۰۲۱ | Time To Dance        | خودش | حضور ویژه در آهنگ Munde Mar Gaye             |
| ۲۰۲۳ | Kuch Khattaa Ho Jaay | هیر  | اولین فیلم                                   |